# José Luis Dolgetta
José Luis Dolgetta (Valencia, 1 de agosto de 1970 – Guaiaquil, 31 de outubro de 2023) foi um futebolista e treinador venezuelano. 

## Carreira
Dolgetta atuou pela seleção de seu país, com a qual foi artilheiro da Copa América de 1993 com quatro gols.
Jogou nas equipes do Universidad de Los Andes, Caracas, Zulia, Estudiantes de Mérida, Carabobo, Deportivo Italia e Técnico Universitário.

## Morte
Dolgetta morreu em 31 de outubro de 2023, aos 53 anos, em Guaiaquil.